# Amanita chlorinosma
La Amanita chlorinosma, también conocida como lepidela de cloro o Amanita de cloro, es una especie muy venenosa del género Amanita. Su ciclo de vida es perenne. Su fuerte y desagradable olor la distingue fácilmente. Se encuentra usualmente en America del Norte. La Amanita chlorinosma aparece citada como especie venenosa en diversas fuentes micológicas norteamericanas, no recomendándose su consumo bajo ningún concepto.

## Descripción
Amanita chlorinosma tiene un sombrero muy grande, de hasta 25 centímetros de diámetro; es blanco y está cubierto de escamas densas, suaves y pulverulentas que pueden desprenderse fácilmente con la lluvia. Las láminas son casi libres y presentan bordes algodonosos. El tercio inferior del tallo suele estar sumergido en el suelo, es significativamente engrosado y blanquecino. El anillo es delgado, blanquecino y con frecuencia queda en el borde del sombrero sin tejido del tallo. La impresión de esporas presenta un olor intenso a cloro o carne podrida, especialmente al romperse o si se guarda en un recipiente durante un tiempo.
Es fácil confundir esta especie con otras Amanitas blancas, por lo que su olor a cloro es una característica clave de identificación.

## Toxicidad
Amanita chlorinosma es considerada fuertemente tóxica debido a sus múltiples características venenosas, aunque se ha realizado poca investigación sobre esta especie en particular. Su naturaleza venenosa queda indicada por su gran tamaño, el sombrero pulverulento, la base del tallo engrosada y su fuerte olor a cloro o a carne podrida. Se dice que el tallo es el componente más tóxico. Se espera que cause síntomas similares a los de otras especies de Amanita si se ingiere: náuseas, vómitos, desorientación, dolores abdominales, etc. Los síntomas comienzan a aparecer entre 30 minutos y varias horas después del consumo.

## Distribución y hábitat
Se encuentra principalmente en Carolina del Norte (especialmente en las regiones del Piedmont y la llanura costera), aunque su rango abarca desde Massachusetts e Illinois hasta el sur de Florida, en bosques de pino y roble.
Por lo general, crece en paisajes ajardinados, entornos naturales o bosques, con mayor frecuencia bajo robles o pinos, siendo más común bajo robles que bajo pinos.
Esta especie puede encontrarse habitualmente en jardines y paisajes alterados, además de bosques.